# Elisabeth Karin Pavón Rymer-Rythén
Elisabeth Karin Pavón Rymer-Rythén   (Madrid, 1995) és una artista sueca,

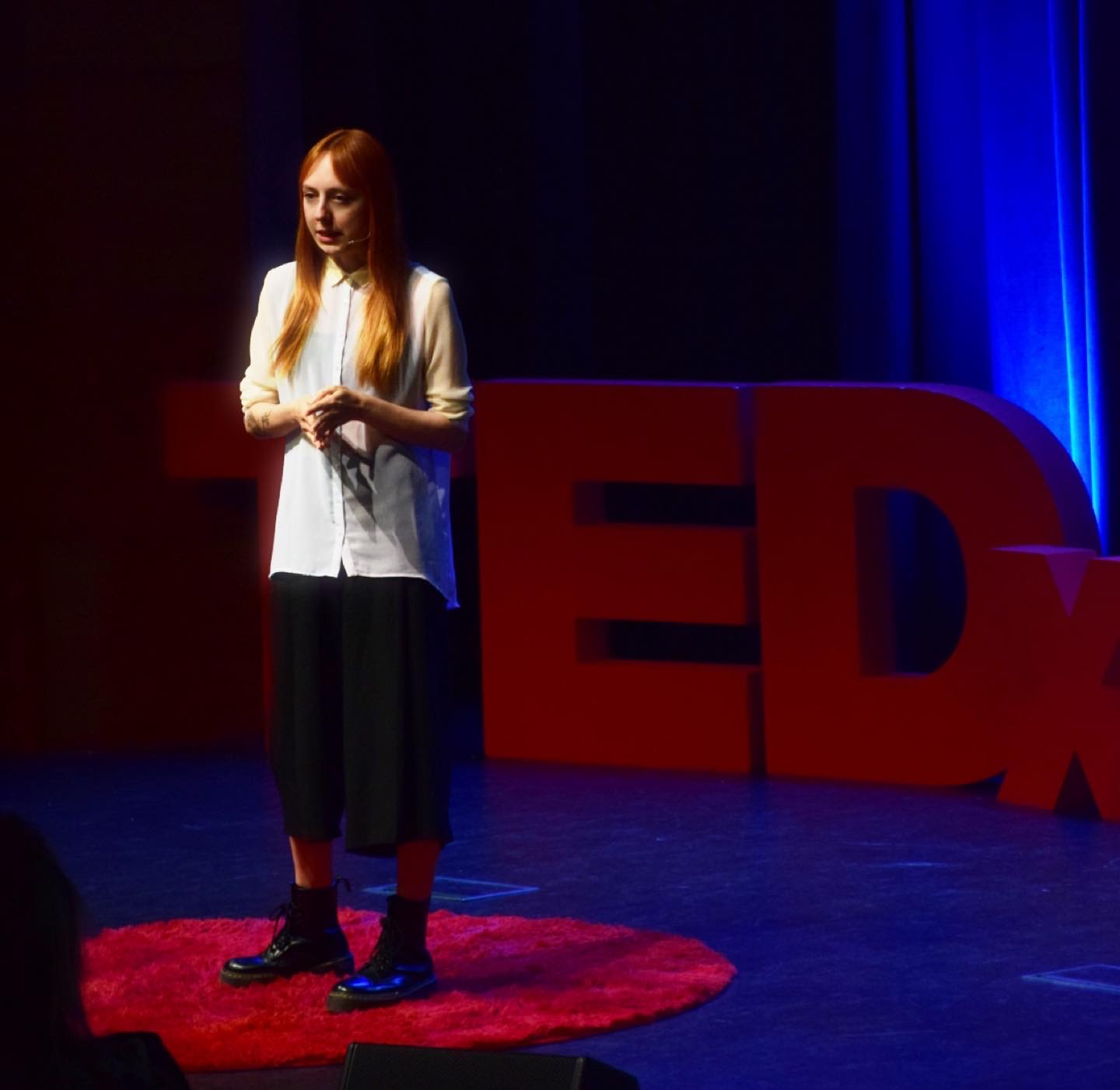
El 2022, durant un parlat TED

autora de la novel·la gràfica autobiogràfica Menjant amb por.

## Trajectòria
El 2010, a catorze anys, els seus pares se separaren i, a més dels canvis hormonals propis de l'adolescència, patí anorèxia nerviosa durant nou anys: Pavón havia baixat molt de pes i experimentat amenorrea
abans que li diagnosticaren el trastorn, una malaltia que encara tardà uns mesos en reconéixer.
El primer tractament no li funcionà, la qual cosa allargà el trastorn;
després d'estudiar art a la Universitat de Göteborg, als vint-i-sis anys i totalment curada, decidí contar la seua experiència en un còmic
després que un amic li llegira Goupil ou face de Lou Lubie, un còmic sobre la ciclotímia, ja que no hi havia cap de llibre paregut sobre els trastorns de la conducta alimentària.
El projecte, titulat Comiendo con miedo en la versió original en castellà, fon elegit per al programa «artistes amb impacte» de la fundació Nadine:
a més de l'obra gràfica, la proposta inclou el compte homònim d'Instagram, des d'on fa divulgació de la seua experiència al voltant de la malaltia.
Menjant amb por està dividit en tres parts i un epíleg, en els quals Pavón gasta dos games diferents de color segons el temps narratiu: rojos i càlids per al present, en què reconta la seua experiència a un company; grisos per a representar el passat, és dir, l'època en què patí la malaltia; l'epíleg, de tons càlids, és un apèndix divulgatiu sobre els TCA i consells per a superar-los.
A més del seu alter ego il·lustrat, Pavón representa la malaltia com un monstre anomenat Nore que controla la seua alimentació.
L'obra, publicada l'any 2022 per Astronave en castellà i català, guanyà el premi al millor còmic infantil i juvenil del 41 Comic Barcelona;
l'any següent, un dels premis Torre del Agua del FestiLIJ de Los Llanos de Aridane, un festival al qual tornà el 2024 en qualitat de convidada.
D'ençà, ha fet nombroses presentacions i conferències al voltant del tema, en les quals persones del públic li han expressat casos pareguts al seu o com Menjant amb por els ha ajudat en la superació.